# Pont-l’évêque (sajt)

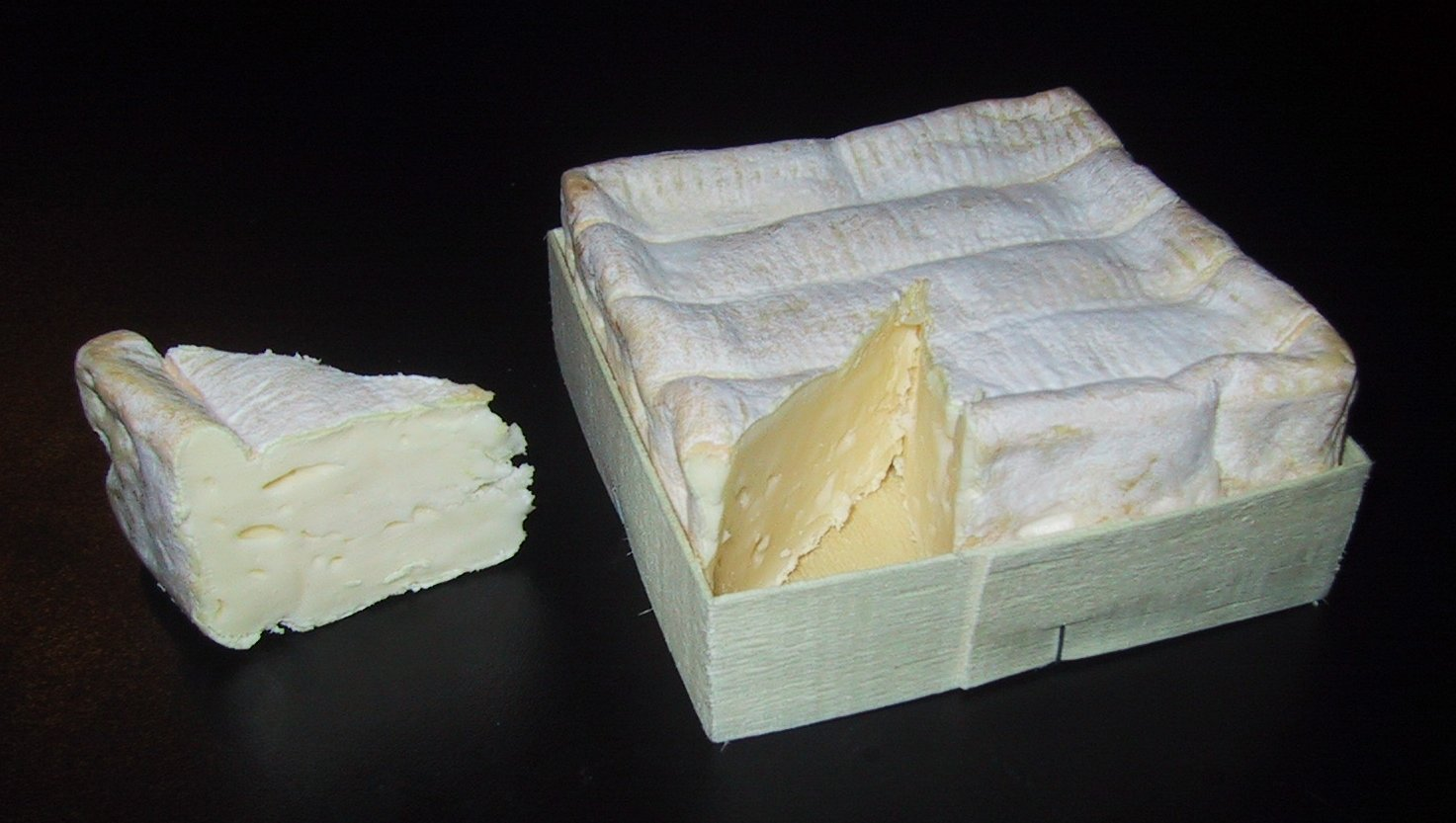
Egy kis pont-l'évêque sajt

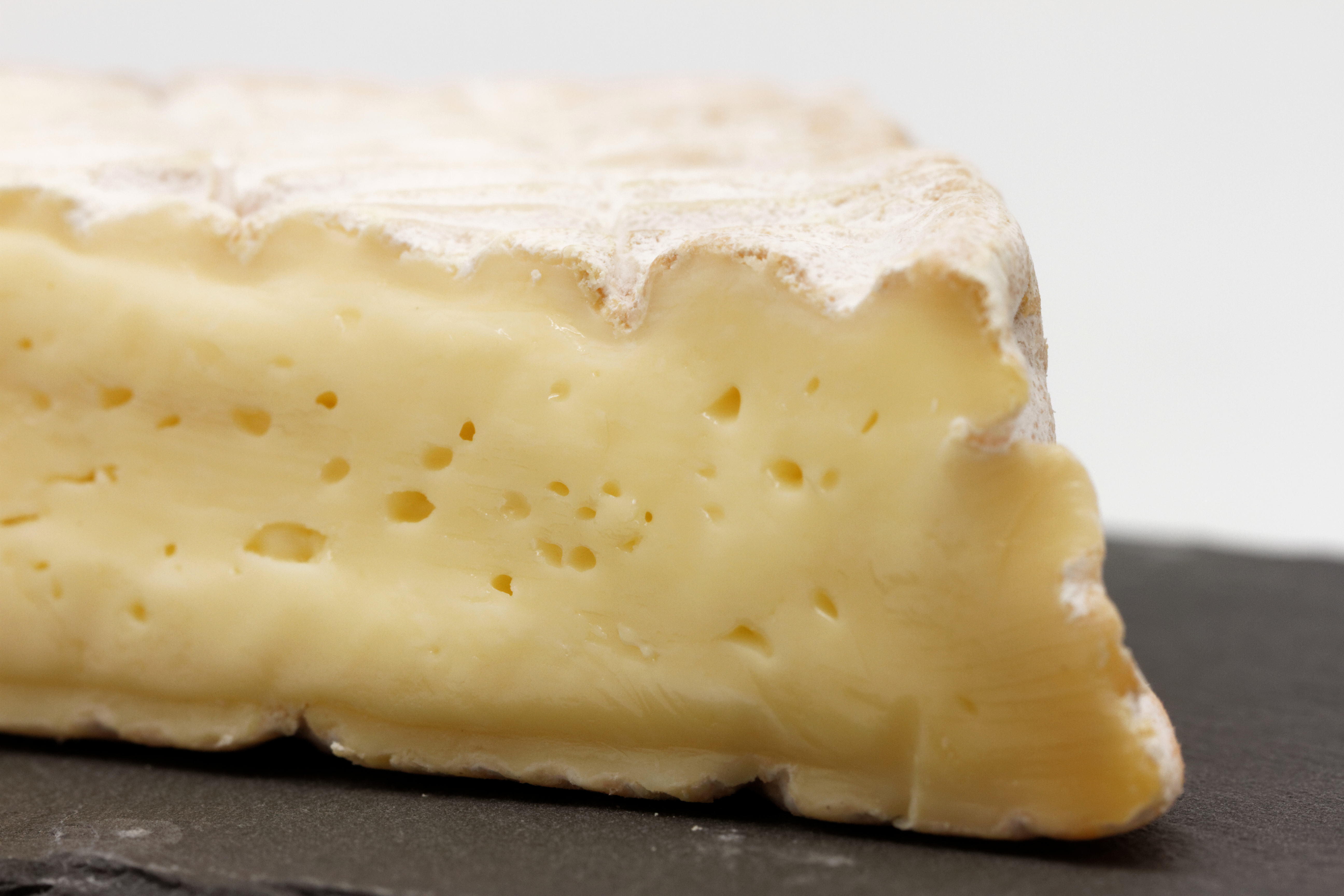

A pont-l'évêque egy normandiai régióból származó francia sajt, amely 1972 óta kap AOC (oltalom alatt álló eredetmegjelölés) tanúsítványt. Nevének eredete a Calvadosban található Pont-l'Évêque falu, ahol azt készítik, és évszázadok óta ismert. 1230-ban már Pays d'Auge-ben ismerték, Augelot néven.
Tehéntejből készült sajt, puha, mosott héjjal. Bézs vagy narancssárga, négyzet alakú. Átlagos súlya 420 gramm.
Optimális kóstolási periódusa május-szeptemberig tart, 4-6 héti érés után, de áprilistól novemberig is kiváló.
Termelés: 1998-ban 3612 tonna, ebből 16% a nyerstej.